# Sibelius Akadémia
A Sibelius Akadémia (finnül Sibelius Akatemia, svédül: Sibelius-Akademin) Finnország egyetlen, és Észak-Európa legnagyobb zenei főiskolája.
Az Akadémián tíz különböző iskolai programban lehet tanulni. Az iskolának kb. 1700 diákja van, évente mintegy 150-170 új diákot vesznek fel. Az Akadémia Helsinkiben és Kuopióban székel, valamint van egy oktatási központja Järvenpää-ben is, és egy kiegészítő iskolai központja Seinäjokiban. Helsinkiben három helyen található meg: az R- és a T-épület Töölőben, valamit a P-épület Pitäjänmäkiben.
A Sibelius Akadémia jelenlegi rektora Gustav Djupsjöbacka.
Az oktatói kar az ország vezető zenészeiből áll. Többek között professzor itt Arto Noras, Matti Raekallio, Leif Segerstam, Mikael Helasvuo, Ralf Gothóni és a magyar származású Szilvay Réka. Lektorok többek között Marko Ylönen, Tuija Hakkila és Juhani Lagerspetz.

## Története
Martin Wegelius alapította a napjainkban Sibelius Akadémiának nevezett Helsinki Zenei Iskolát, 1882-ben. Az intézmény nevét 1924-ben Helsinki konzervatóriumra változtatták, majd 1939-ben Sibelius Akadémiára. A névadó, Jean Sibelius, itt tanult 1885-1889 között, és az 1890-es években tanított is itt. 1980-ban lett az Akadémiából állami főiskola. 1983-ban alapították a kuopiói leányiskolát. 1998-ban lett az akadémiából egyetem.
A Sibelius Akadémia alapítási napja, március 11. egyben a finn zene napja is.

## Oktatási programok
- Zeneszerzői oktatási program
- Jazz zenei oktatási program
- Népzenei oktatási program
- Egyházzenei oktatási program
- Ének-zenei oktatási program
- Zenei fejlesztési oktatási program
- Zenetechnológiai oktatási program
- Zenekari- és kórusvezetési oktatási program
- Zenemű- és zeneelméleti oktatási program
- Művészetigazgatási oktatási program

## Honlapja
- www.siba.fi

## Fordítás
- Ez a szócikk részben vagy egészben  a   Sibelius-Akatemia című finn Wikipédia-szócikk ezen változatának fordításán alapul.  Az eredeti cikk szerkesztőit annak laptörténete sorolja fel. Ez a jelzés csupán a megfogalmazás eredetét és a szerzői jogokat jelzi, nem szolgál a cikkben szereplő információk forrásmegjelöléseként.